# 甲斐扶佐義
甲斐 扶佐義（かい ふさよし、1949年4月18日 - ）は、日本の写真家、エッセイスト、翻訳家、ほんやら洞（京都市上京区に存在した喫茶店）、八文字屋（京都市中京区）の経営者。「自衛隊米兵人権ホットライン」発起人のひとり。大分県大分市出身。

## 経歴
- 1949年4月18日 - 大分市上野に生まれる。4歳 - 18歳まで国東半島の付け根、山香町（現・杵築市）で育つ。
- 1968年 - 大分県立杵築高等学校卒業、同志社大学法学部政治学科入学（のち除籍）。
- 1972年 - 岡林信康、中尾ハジメらと喫茶店「ほんやら洞」オープン。1982年まで関わる。
- 1973年 - 友人のシンガーソングライター中川五郎の小説「2人のラブ・ジュース」のわいせつ裁判を1978年まで支援してパンフレットづくりなどをする。その集大成（珍巻・満巻）を1979年に編集。「フォークリポートわいせつ裁判」（プレイガイドジャーナル社）
- 1976年 - 1977年　「少年補導」（大阪少年補導協会）にグラビア写真連載
- 1977年 - 写真集「京都出町」（ほんやら洞）出版。京都新聞紙上に写真「女と子どものいる情景」を21回連載。
- 1978年 - 1981年 - 鴨川縁や銀行壁面、神社境内、小学校廊下、商店街アーケード内等で大規模青空写真展を20回開催。
- 1979年 - 金芝河シンポジウム「苦行」の記録プロフィールを「京大新聞」に掲載。「出町国際センター」をニコラ・ガイガー、中山容、中尾ハジメらと始める。2年で失敗。
- 1980年 - 京都市北部での大規模な地域活性化イベント「出町ふれあい広場」を提案。事務局長。
- 1982年から約10年間、京都市経済局中小企業指導所で民間診断士として写真を用いての周辺商店街への提言をつづける。1993年、京都市中小企業指導所創立30周年記念に民間診断士（商業イマジネーター）としての功績を称えて京都市長より表彰される。
- 1985年 - 四条木屋町ヤポネシアン・カフェバー「八文字屋」オープン。随筆、評論、映画評などを載せた「八文字屋通信」を発行。
- 1997年 - 1998年 - 京都大学総合人間学部特別研究員として、インド、オランダ、ドイツ、フランス、スペイン、ポルトガルに行く。欧印の隠れユダヤ教徒(マラーノ)のコミュニティの痕跡を訪ね撮影。
- 1999年、「ほんやら洞」経営にカムバック。

## 主な展覧会
- "Living beside the Kyoto Palace"（ワシントン州立エバーグリーン大学ライブラリー・ギャラリー）,1978
- "Streets of Kyoto"（コネチカット州ウェズリアン大学マンスフィールド・フリーマン・センター）,2001
- 「京都の子どもたち」展（ボストン子どもミュージアム）,2002～2003
- 「八文字屋マンダラ」展（デュプレックス・ギャラリー／ジュネーブ）,2003
- 「路地裏の京都」展（新宿コニカミノルタプラザ）,2008
- 「路地裏の京都」展（清水寺経堂）,2008
- "Kyoto derrière Kyoto" (Galerie Grand E'terna, Paris),2010.5～6
- "Kyoto par-delà Kyoto" (Galerie ZOLA, Aix-en-Provence),2011.12～2012.1
- "Mensen van Kyoto" (JAPAN MUSEUM Siebold Huis, Leiden),2014.9〜11
- 写真家甲斐扶佐義初回顧展「京都詩情」（元離宮二条城二の丸御殿台所）2019.9〜10
- 京都国際写真祭　KYOTOGRAPHIE2020にて「鴨川逍遥」展（出町三角州周辺３ヶ所（タネ源、青龍妙音弁財天、河合橋東詰歩道）での大規模青空写真展）、「美女１００人」展（京都駅ビル空中径路）2020.9〜10。その内のタネ源壁面での展示は１年延長される。

## 写真集
- 「地図のない京都」径書房, 1992
- 「美女365日」東方出版, 1994
- 「笑う鴨川」リブロポート, 1996
- 「京都 猫ノ泉」白地社, 1996
- 「On reading」光村推古書院, 1997
- 「ツー・ショット」光村推古書院, 1997
- 「Kids」京都書院, 1998
- 「京都みちくさの景色」共著（中村勝 著／甲斐扶佐義 写真）京都新聞社, 1999
- 「ほんやら洞と歩く 京都いきあたりばったり」共著（中村勝 著／甲斐扶佐義 写真）淡交社, 2000
- 「京都猫町さがし」中公文庫, 2000
- 「京都の子どもたち」京都新聞出版センター, 2003
- 「Beautiful Women in Kyoto」冬青社, 2006
- 「甲斐扶佐義 生前遺作集」コトコト, 2007
- 「路地裏の京都」道出版, 2008
- 「インドちょっと見ただけ」ほんやら洞, 2009
- 「夢の抜け口」杉本秀太郎共著、青草書房, 2010
- 「京都猫町ブルース」淡交社, 2011
- 「70年代 京都」ペンシルランド（電子本）, 2017
- 「京都ほんやら洞の猫」エディション・エフ, 2019

## 編著書
- 「ほんやら洞日乗」風媒社, 2015
- 「追憶のほんやら洞」風媒社, 2016

## 共訳
- スタッズ・ターケル著「仕事！」晶文社, 1983
- スタッズ・ターケル著「アメリカの分裂」晶文社, 1990

## 主な執筆・連載・写真掲載誌
- 江崎泰子他編インタビュー集「『在日』外国人」（晶文社,1988）に執筆
- 京都新聞紙上にてフォト＆エッセイ連載「京都見たまま」（1993）
- 京都新聞紙上にてフォト＆エッセイ連載「京都美人地図」（1994）
- 「アサヒグラフ」建都1200年特集「都のうつろい」誌上にてフォト＆エッセイ（1994）
- 第一製薬社内報にてフォト＆エッセイ連載（1994）
- 「建築文化」（建都1200年特集号）誌にて表紙とグラビア写真
- 「東山だより」京都市東山区民報にてフォト＆エッセイ（1996）
- 京都新聞紙上にてフォト＆エッセイ連載「道草の景色」（1996.11 - 1998.12）
- 京都新聞紙上にてフォト＆エッセイ連載「甲斐扶佐義と歩く～京都いきあたりばったり」（1999.4 - ）
- 「三洋化成ニュース」誌上にてフォト＆エッセイ（1999～2000）
- 京都新聞紙上にてフォト＆エッセイ連載「京都いきあたりばったり～甲斐扶佐義写真館」（2000）
- 「グラフィケーション」（8月号、富士ゼロックスPR誌）にてフォト＆エッセイ（2001）
- 「月刊茶の間」（株式会社宇治田原製茶場）誌上にてフォト＆エッセイ（2006 - 2010）
- 毎日新聞夕刊『京がたり』にてフォト＆エッセイ連載「木屋町から一筆啓上」（2013.4 - 2014.3）
- 月刊誌「ふらんす」（白水社）にて写真連載「京都ノスタルジア―ほんやら洞・八文字屋の人々」（2018.10 - 2020.3）
- 「白水社の本棚」にて写真連載「京都ノスタルジア―ほんやら洞・八文字屋の人々」再スタート（2021.4 - ）

## 受賞歴
- 第22回京都美術文化賞 (2009),（中信美術奨励基金）「写真活動全般(京都風俗活写)」にたいして
- Prix Jean Larivière (2014),(SNBA)

## 関連人物
- 杉本秀太郎（共著「夢の抜け口」）
- ジャン＝フィリップ・トゥーサン(「京都の子どもたち」解説)
- 井上章一（「Beautiful Women in Kyoto」等、解説）
- 飯沢耕太郎（「京都の子どもたち」解説）
- 鶴見俊輔（「Beautiful Women in Kyoto」解説）
- 司修（「Beautiful Women in Kyoto」解説）